# Novo Zmirnevo
Novo Zmirnevo (makedonska: Ново Змирнево) är en ort i Nordmakedonien. Den ligger i den sydvästra delen av landet, 100 km söder om huvudstaden Skopje. Novo Zmirnevo ligger 593 meter över havet och antalet invånare är 164.